# 壺穴

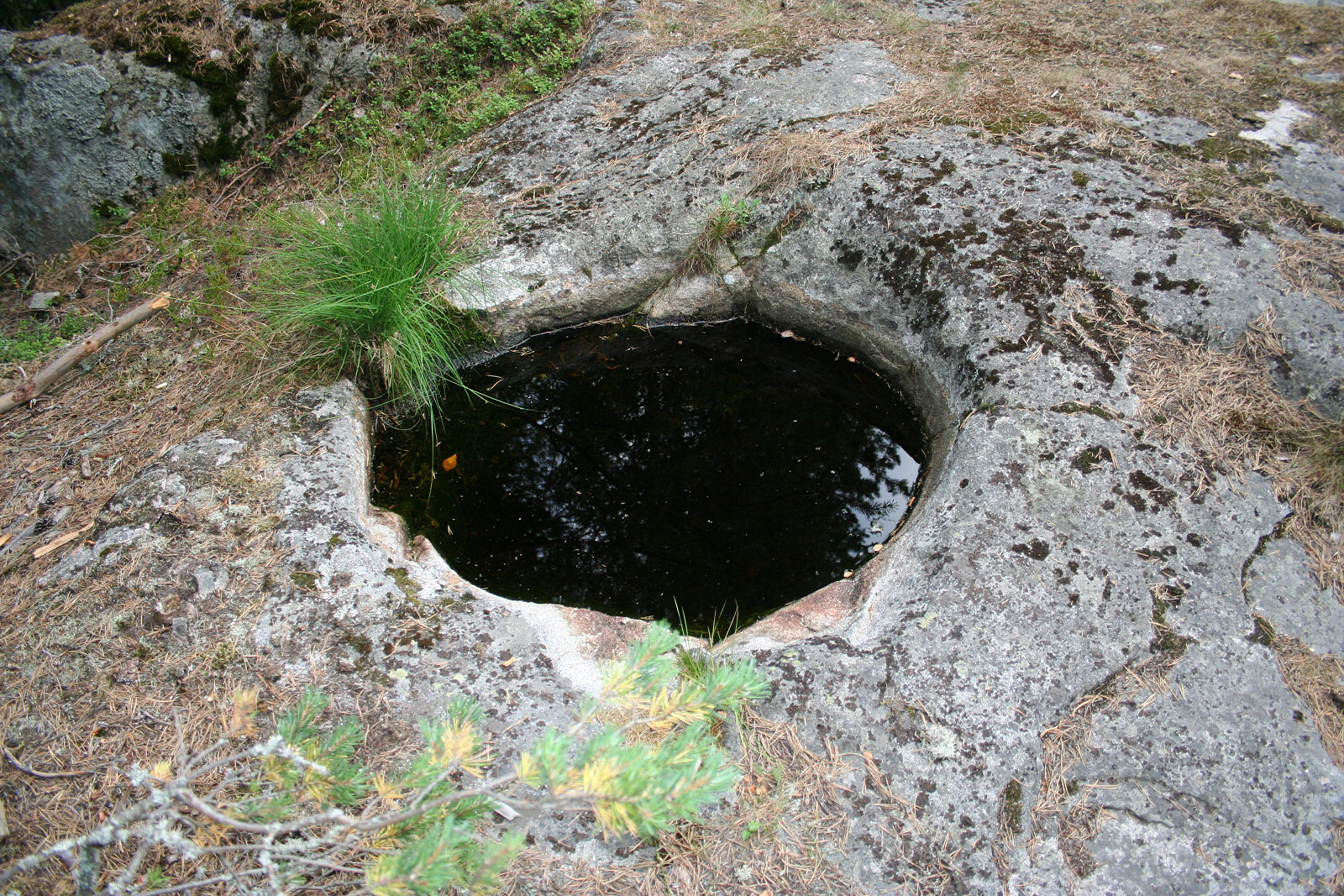
壺穴

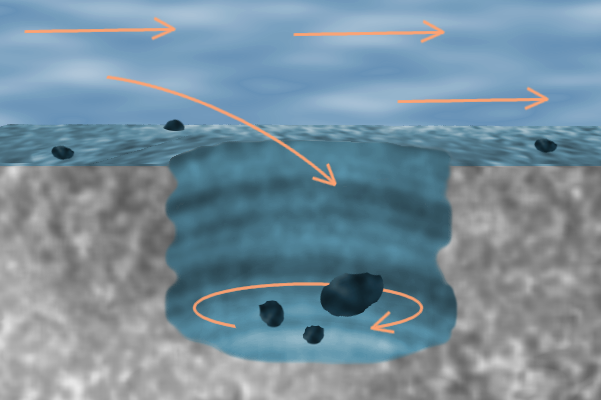
壺穴形成示意圖

壺穴是在河流上游經常出現的一種地理特徵。由於雨水令河水流量增加，帶動上游的石塊向下游流動。當石塊遇上河床上的岩石凹處無法前進時，會被水流帶動而打轉，經歷長時間後其將障礙磨穿，形成一圓形孔洞，稱為壺穴。
漩渦狀水流，更加速壺穴的挖掘與形成。急流或瀑布流水自由落體的撞擊，亦可產生壺穴，所謂滴水穿石，可產生圓柱狀甚至鑿穿岩塊而形成如管狀的壺穴。而平流的水流或海流於懸崖或河道轉彎處可能改變成擾流，漩渦水流的挖鑿亦可能形成懸崖峭壁或河岸岩壁的壺穴。
下游地區壺穴通常較上游為少，此與石塊大小與攜帶流速有關。